# Cratere Nonius
Nonius è un cratere lunare di 70,61 km situato nella parte sud-orientale della faccia visibile della Luna.